# 2021년 12월 죽음
다음은 2021년 12월에 사망한 저명한 인물 목록이다.
- 12월 1일
  - 대한민국의 야구선수 김동은
  - 벨기에의 가수 그랜드 조조
- 12월 2일
  - 대한민국의 정치인 김종규
  - 대한민국의 정치인 홍성우
- 12월 3일
  - 대한민국의 사회운동가 이태복
  - 일본의 성우 야나미 조지
- 12월 4일 - 대한민국의 영화감독 신정원
- 12월 5일
  - 대한민국의 소설가 송기숙
  - 미국의 정치인 밥 돌
  - 벨기에의 수학자 자크 티츠
- 12월 6일
  - 대한민국의 승려 박병삼
  - 노르웨이의 정치인 코레 빌로크
- 12월 7일 - 대한민국의 시인 이성교
- 12월 9일
  - 이탈리아의 영화감독 리나 베르트뮐러
  - 미국의 정치학자 로버트 저비스
- 12월 10일 - 미국의 음악가 마이클 네스미스
- 12월 11일 - 미국의 소설가 앤 라이스
- 12월 12일
  - 대한민국의 야구감독 강태정
  - 중국의 영화배우 투먼
- 12월 13일
  - 스페인의 영화배우 베로니카 포르케
  - 조선민주주의인민공화국의 정치인 김영주
- 12월 15일 - 미국의 페미니스트 벨 훅스
- 12월 16일
  - 대한민국의 희극인 김철민
  - 대한민국의 군인 오경환
- 12월 17일 - 대한민국의 바둑기사 김학수
- 12월 18일
  - 일본의 영화배우 칸다 사야카
  - 영국의 건축가 리처드 로저스
- 12월 19일
  - 대한민국의 법학자 김주수
  - 대한민국의 정치인 김문기
  - 스페인의 바리톤 카를로스 마린
  - 미국의 화학자 로버트 그럽스
  - 인도네시아의 정치인 프란스 르부 라야
- 12월 20일
  - 대한민국의 바둑기사 김재구
  - 프랑스의 영화배우 피에르 카시냐르
- 12월 21일 - 대한민국의 축구감독 박세학
- 12월 23일
  - 대한민국의 정치인 정웅
  - 미국의 작가 조앤 디디온
  - 미국의 보디빌더 크리스 디커슨
- 12월 26일
  - 그리스의 제7대 대통령 카롤로스 파풀리아스
  - 남아프리카공화국의 대주교 데즈먼드 투투
  - 미국의 생물학자 E. O. 윌슨
  - 캐나다의 영화감독 장마르크 발레
- 12월 28일 - 미국의 정치인 해리 리드
- 12월 29일 - 프랑스의 텔레비전 진행자 그리츠카 보그다노프
- 12월 30일 - 대한민국의 시인 신기선
- 12월 31일 - 미국의 영화배우 베티 화이트